# 토크 쇼

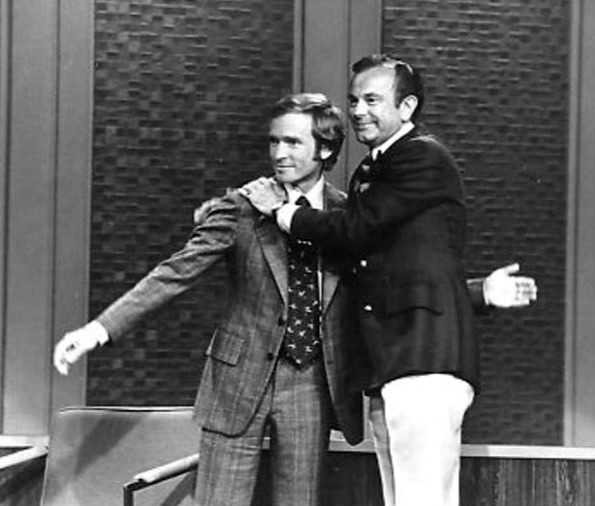

토크 쇼(미국 영어: talk show, 영국 영어: chat show 챗 쇼)는 한 사람 또는 여러 사람이 토크 쇼 진행자가 제안하는 다양한 화제에 대해 이야기하는 텔레비전이나 라디오 프로그램이다.
보통, 프로그램 해당 회차에서 다루어지는 어떤 화제에 관련해 학식이 풍부하거나 견문이 넓은 여러 명이 특별 출연한다. 한 명의 특별 출연자가 자신의 일이나 전문 분야에 대해 진행자와 이야기하는 경우도 있다. 그 외에도 사전에 섭외해놓은 전문 패널 집단이 고정적이거나 로테이션식으로 출연하는 방식도 있다.
시청취자 참여가 가능한 프로그램일 경우 집에서나 차량에서 시청취하는 사람들이 실시간으로 전화하여 방송에 참여할 수도 있다. 특별 출연자는 미리 착석하지만 때로는 진행자가 소개한 후에 무대 뒤에서 입장한다.